# Trioza achilleae
Trioza achilleae är en insektsart som beskrevs av Wagner 1955. Trioza achilleae ingår i släktet Trioza och familjen spetsbladloppor. Inga underarter finns listade i Catalogue of Life.